# 市政官
市政官（Aedile，或译为营造官）是罗马共和国的一个官職。根據地在羅馬，市政官負責公共建築的維護，與公共節慶的規定。他們也有權力去強化公共秩序。一半的市政官是來自平民階級，而一半是貴族。後者被稱為有資格座椅的市政官，而且他們被視為有資格座椅的長官。
這項職務，通常被年輕人所掌握，有意去追隨晉升體系到達高的政治職務。不論如何，它並不是體系的合法部份，僅僅是一個有利的出發點，它表明抱負不凡政治家的許諾，對公共的服務。